# Импулсна кодна модулација
Импулсна кодна модулација (енгл. Pulse-code modulation), позната по свом акрониму ПЦМ (од енгл. PCM), је поступак претварања континуалног облика сигнала у дигитални облик сигнала ради даље обраде, преноса или чувања. Врши се у дигиталним уређајима са импулсно кодном модулацијом и он представља један од начина да се аналогни (континуални) сигнал изрази преко низа импулса, односно бројева (дигита). Поступком одмеравања и квантификовања континуалног облика сигнала, добија се коначан низ одмерених и заокружених вредности.

## Поступак ПЦМ-а
Да би се континуални сигнал могао изразити низом бројева (дигита), односно претворио у низ импулса који представљају јединице и нуле, потребно је извршити три основне операције.
- Одмеравање (узимање узорака)
- Квантовање (квантизација, заокруживање)
- Кодирање (превођење)

## Одмеравање
Узимање узорака представља процес дискретизације континуалног сигнала по времену који се врши у дефинисаним тренуцима при чему се добија поворка импулса чија анвелопа чини оригиналан сигнал. Временски интервал између узетих узорака мора бити коначан, и при томе не сме долазити до губитака информација. Да би се то обезбедило потребно је да спектар континуалног сигнала буде ограничен. Ако је горња гранична вредност континуалног сигнала једнака f, тада, на основу теореме о узимању узорака, фреквенција узимања узорака мора бити већа или једнака од 2f, те је интервал између два узастопна узорка мањи или једнак од 1/2f. Иако се спектар телефонског говорног сигнала налази у опсегу од 0.3 до 3.4 kHz, фреквенција узимања његових узорака је једнака 8 kHz. То је зато што филтри који се користе за ограничавање спектре говорног сигнала немају довоњно стрму карактеристику. Временски интервал између два узастопна узорка говорног сигнала је 125 us.

## Квантизација
Радни опсег амплитуда континуалног говорног сигнала, је подељен на коначан број интервала који се називају интервали квантизације. Сваком од њих одговара једна вредност амплитуде која се назива ниво квантизације. Под радним опсегом се подразумева довољни опсег вредности амплитуда континуалног сигнала у коме уређаји предвиђени за његову обраду могу да раде. Све поменуте вредности изван радног опсега биће одсецане и смештене у интервале квантизације који се налазе на границама радног опсега. Квантизација је процес при коме се величена узорка класификује у један од поменутих интервала квантизације, а потом се заокружује на вредност нивоа квантизације која одговара том интервалу.

## Кодирање
У пракси се поступак компресије обавља у кодерима. ИТУ-Те је препоручуи два сегмента закона компресије: 
- А закон и
- „ми“ закон.

Кодирање је поступак генерисања кодних речи које изражавају вредности заокружених узорака након квантизације. Они се састоје од дигита, који се, уколико узимају вредности из бинарног скупа (вредности 0 и 1), називају битима. Процесом кодирања се комплетира поступак импулсно кодне модулације, а разлог зашто је он важан лежи у чињеници да је далеко једноставније преносити бите од импулса који могу имати 2 на n различитих вредности. Како је 2 на 8 = 256, то свака кодна реч говорног сигнала садржи по 8 бита.

## Примена
Подручје примене ПЦМ-а је у савременој дигиталној телефонији, хај фај видео рекордерима, аудио компакт-дисковима и аудио-запису код персоналних компјутера.

## Историјат
Патентирањем поступка импулсне кодне модулације 3. октобар 1938. године, Алек Ривс није био свестан величине свог открића да је поставио темељ савременим телефонским комуникацијама. Радови на истом пољу телекомуникација сежу још у 1853. годину када је Амерички проналазач М. Б. Фармер вршио експерименте са жичаним телеграфом, и преносом више њих истовремено кроз један телеграфски вод. Током Другог светског рата извођени су експерименти у Беловим лабораторијама, где је ПЦМ нашао прву практичну примену. Систем за криптовани пренос говора СИГСАЛИ је настао као дериват тог истраживања.